# Dunganupproret
Dunganrevolten var en serie uppror och väpnade konflikter som ägde rum i Kina under Qingdynastin 1862–1877. Revolten leddes främst av muslimska folkgrupper, inklusive hui (folk) (kinesiska muslimer), dunganer och andra etniska minoriteter i nordvästra Kina. Den hade både religiösa, etniska och ekonomiska orsaker och utgjorde en del av den bredare oron i regionen under 1800-talet.  

## Bakgrund
Under 1800-talet präglades Qingdynastin av flera interna kriser och konflikter, inklusive den demografiska pressen på grund av befolkningstillväxt, ökande ekonomiska klyftor och försvagad centralmakt. I nordvästra Kina, där flera muslimska grupper bodde, förvärrades situationen av lokala spänningar mellan olika etniska och religiösa grupper. 
De muslimska folkgrupperna, särskilt hui och dunganer, mötte systematisk diskriminering av både lokala myndigheter och den han-kinesiska majoritetsbefolkningen. Ekonomiska faktorer, såsom stigande skatter och konkurrens om begränsade resurser, bidrog också till missnöjet. Samtidigt hade Qing-regeringen svårigheter att upprätthålla sin auktoritet i de avlägsna provinserna, vilket skapade utrymme för uppror. 

## Revoltens förlopp

### Starten på revolten
Revolten började 1862 i Shaanxi-provinsen som en lokal konflikt mellan muslimer och han-kineser. Händelserna eskalerade snabbt till en bredare revolt efter att Qingmyndigheterna misslyckades med att kontrollera situationen. Rebellerna attackerade administrativa centra och militära garnisoner, och flera städer föll i deras händer. 

### Spridning till Gansu och Xinjiang
Efter att revolten spred sig till Gansu och Ningxia, fick den ett mer organiserat och systematiskt karaktär. Muslimska ledare som Ma Hualong och Ma Zhan’ao framträdde som viktiga personer i rörelsen. Samtidigt uppstod interna splittringar mellan olika fraktioner, vilket försvagade rebellernas enhet. 
I Xinjiang samverkade Dunganrevolten med andra pågående konflikter, inklusive Yakub Begs uppror, som resulterade i att regionen blev nästan helt oberoende från Qingstyret under flera år. 

### Qingdynastins motåtgärder
För att slå ned revolten mobiliserade Qingdynastin stora militära resurser, inklusive trupper ledda av general Zuo Zongtang. Hans strategi innefattade både hårdföra militära åtgärder och försök att förhandla med moderata rebeller för att isolera radikala fraktioner. 
Återerövringen av Lanzhou och andra nyckelstäder var avgörande för att vända situationen till Qingdynastins fördel. General Zuo använde också omfattande logistiska operationer för att säkra försörjningslinjer och stärka kontrollen över territoriet. 

## Konsekvenser
Revolten orsakade massiv förödelse i nordvästra Kina. Det uppskattas att miljontals människor miste livet till följd av strider, svält och sjukdomar. Många samhällen och städer förstördes, och den lokala infrastrukturen låg i ruiner. 
Efter revolten vidtog Qingdynastin flera åtgärder för att stärka sin kontroll över regionen. Bland annat stationerades fler trupper i nordväst, och muslimska grupper fick begränsningar för sin rörelsefrihet. Samtidigt uppmuntrades migration av han-kineser till regionen för att förändra den demografiska sammansättningen. 

## Historisk betydelse
Dunganrevolten är en av de största muslimska upproren i Kinas historia och illustrerar de komplexa relationerna mellan etnicitet, religion och statsmakt i Qingdynastin. Den har också haft långvariga konsekvenser för regionens demografi och politik, särskilt i Xinjiang. 